# Dan Dare
Dan Dare - Pilote du futur (Dan Dare - Pilot of the Future) est le héros d'une série de bande dessinée de science-fiction anglaise, créée et dessinée par Frank Hampson, pour l'hebdomadaire Eagle. La première planche de la série a été publiée le 14 avril 1950.

## Synopsis
Daniel Macgregor Dare est le premier pilote terrien de l'Interplanet Space Fleet.
Dan Dare est né en 1967 à Manchester (Angleterre), il étudie au Rossall School.

## Personnages & véhicules
- Dan Dare :
- Digby (Albert Fitzwilliam Digby) :
- Sir Hubert Guest :
- Professeur  Jocelyn Mabel Peabody :
- Sondar :
- Hank Hogan & Pierre Lafayette :
- The Mekon :
- Lex O'Malley :
- Colonel Wilf Banger :
- Christopher 'Flamer' Spry :
- Nutter Cobb :
- Major Shillitoe Spence

véhicules
- Spacecraft, monorail, jetfoil, hélicoptère, sous-marin ...

## Autres médias
- 1951 Émission de radio sur Radio Luxembourg
- 1990 Émission de radio sur BBC Radio 4

### Jeux
- Dan Dare: Pilot of the Future est un jeu vidéo de 1986 sorti par Virgin Interactive & Electronic Arts sur ZX Spectrum, Amstrad CPC, Commodore 64
- Dan Dare II : Mekon's Revenge est un jeu vidéo de 1988 sorti par Virgin Games sur Amstrad CPC et Commodore 64
- Dan Dare III : The Escape  est un jeu vidéo de 1990 sorti par Virgin Interactive sur Amstrad CPC, Commodore 64, Amiga et Atari ST

### Tv & Cinéma
- Dan Dare: Pilot of the Future (anime 3D tv) 2002 (1 saison de 26 épisodes) de Joseph J. Lawson, Dan Dare voix par James Jude Courtney, musique d'Elton John.

- Warner Bros. prépare une adaptation cinématographique de la bande dessinée, avec Sam Worthington (Avatar, Le Choc des Titans, ...) dans le rôle principal, et Basil Iwanyk comme producteur[2].

## Équipes artistiques
Don Harley, Bruce Cornwell, Greta Tomlinson, Dave Gibbons, Gerry Finley-Day, Massimo Belardinelli, Brian Bolland, David Bishop, Harold Johns, Rian Hughes, Tom Tully, Brendan McCarthy, Bryan Talbot, Greg Horn, Gary Erskine, Garth Ennis, Keith Watson  ...

## Influences dans la culture populaire
- Doctor Who (1963) & Torchwood personnage de Jack Harkness.
- Captain Britain (1976) , (comics) de Chris Claremont
- Spitting Image (guignol tv uk); Private Eye (magazine)...
- Scarlet Traces, (comics) d'Ian Edginton & D'Israeli
- Captain Eager and the Mark of Voth (film) 2008 de Simon DaVison

### Documentation
- (en) Alastair Crompton, The Man Who Drew Tomorrow, Who Dares Publishing, 1985.
- Patrick Gaumer, « Dan Dare », dans Dictionnaire mondial de la BD, Paris, Larousse, 2010 (ISBN 9782035843319), p. 223.
- Paul Gravett (dir.), « De 1950 à 1969 : Dan Dare », dans Les 1001 BD qu'il faut avoir lues dans sa vie, Flammarion, 2012 (ISBN 2081277735), p. 157.